# Павлов, Игорь Васильевич
Игорь Васи́льевич Павлов (21 декабря 1934, Донецк (Сталино) Донецкая (Сталинская) область, УССР — 24 ноября 2010 года, Киев, Украина) — инженер и промышленный деятель СССР и (впоследствии) Украины, кандидат технических наук (1977), академик Инженерной академии Украины. Дата обращения: 10 марта 2011. (1995), профессор (2000), главный технолог (1971—2001), впоследствии заместитель Генерального конструктора по технологичности Авиационного научно-технического комплекса имени Олега Антонова, (2001—ноябрь 2010). Почетный авиастроитель (1984), Заслуженный машиностроитель Украины (1994).

## Биография
Родился 21 декабря 1934 года в г. Донецк, УССР.

### Образование
- Харьковский авиационный институт (1958), инженер-механик самолетостроения
- Экономический факультет Киевского народного университета технического прогресса. Дата обращения: 10 марта 2011. Архивировано из оригинала 1 июня 2009 года. (1968)
- Университет Марксизма-Ленинизма Киевского ГК КПУ, отделение руководящих работников промышленных предприятий партийно-хозяйственного актива (1975)
- Харьковский авиационный институт, ученая степень кандидата технических наук (1977)
- Харьковский авиационный институт, ученое звание доцента по кафедре технологии самолетостроения (1990)
- Инженерная академия Украины. Дата обращения: 10 марта 2011., действительный член (академик) (1995)
- Государственный аэрокосмический университет им. Н. Е. Жуковского «Харьковский авиационный институт», ученое звание профессора кафедры технологии производства летательных аппаратов (2000)

### Трудовая деятельность
С апреля 1958 начал работу в киевском ОКБ О. К. Антонова, где проработал до последнего дня своей жизни, исполняя такие обязанности:
- с 01.04.1958 — инженер опытного конструкторского бюро,
- с 21.07.1959 — старший технолог цеха окончательной сборки,
- с 24.01.1961 — начальник технологического бюро цеха окончательной сборки,
- с 12.05.1961 — инженер-технолог цеха окончательной сборки,
- с 17.10.1962 — начальник бюро по самолету Ан-22, изделие «100»,
- с 23.08.1963 — заместитель начальника цеха окончательной сборки,
- с 26.01.1968 — ведущий конструктор отдела Главного технолога,
- с 10.09.1970 — заместитель Главного технолога по опытному производству,
- с 21.04.1971 — Главный технолог,
- с 19.04.2001 — заместитель Генерального конструктора АНТК имени О. К. Антонова[1],
- 24.11.2010 — работа прекращена в связи со смертью (приказ № 4379к от 06.12.2010 г.).

С участием и под руководством И. В. Павлова разрабатывались технологии опытного производства, доводки и серийного изготовления почти всей линейки самолетов и планеров семейства «Ан», созданных под руководством трех Генеральных конструкторов КБ Антонов:
- А-11 (1957), Ан-14 «Пчелка» (1958), А-15 (1959), Ан-24 (1959), Ан-24Т (1961), Ан-34 (1961), Ан-2М (1964), Ан-22 «Антей» (1965), Ан-30 (1967), Ан-14М (1968), Ан-26 (1969), Ан-28 (1973), Ан-32 (1976), Ан-72 (1977), Ан-3Т (1980), Ан-124 «Руслан» (1982), Ан-74 (1983) — Генеральный конструктор Антонов, Олег Константинович;
- Ан-71 (1985), наибольший в мире самолет Ан-225 «Мрия» (1988) — Генеральный конструктор Балабуев, Пётр Васильевич;

среди последних разработок (после 1991 года):
- Ан-38 (1994), Ан-70 (1994), Ан-140 (1997), Ан-148 (2004) — Генеральный конструктор Балабуев, Пётр Васильевич;
- Ан-158 (2010) — Генеральный конструктор, глава государственного концерна «Антонов» Кива, Дмитрий Семенович.

Автор разработок по комплексной автоматизации конструкторско-технологической подготовки производства на предприятии, автоматизации технологических процессов на основе компьютерных информационных технологий, исследованию и внедрению новых конструктивно-технологических решений и материалов, повышающих надежность, долговечность, технологичность создаваемых изделий.
Результаты научной и научно-технической деятельности изложены в 146 научных работах, в том числе авторских свидетельств — 30, печатных и депонированных работ — 116, в том числе научных статей в журналах и сборниках — 29, научно-технических отчетов — 87.
Является автором большого числа технологических инструкций, отраслевых нормативных документов и директивной технологической документации, используемых при производстве самолетов марки Антонов.
Проработал в КБ Антонов более 52 лет, придя на фирму через 6 лет после образования киевского ГСОКБ-473.
За 52 года трудовой деятельности 30 лет занимал должность Главного технолога предприятия — 13 лет при Генеральном конструкторе О. К. Антонове (до апреля 1984) и 17 лет при П. В. Балабуеве (с апреля 1984). Почти 10 лет — должность заместителя Генерального конструктора по технологичности, — более 4 лет при П. В. Балабуеве (до мая 2005), и более 5 лет при Д. С. Киве (с мая 2005).
Признанный специалист не только среди сотрудников КБ Антонов, но и среди специалистов и руководителей многих предприятий России, Украины, Ирана, Китая и других государств.
Умер 24 ноября 2010 года в Киеве. Похоронен на Берковецком кладбище в Киеве.

## Награды и отличия

### Советские и российские
- Медаль «За трудовую доблесть» (1966)
- Нагрудный значок «Отличник социалистического соревнования» Министерства авиационной промышленности СССР (1967, 1969)
- Юбилейная медаль «За доблестный труд» (1970)
- Памятная медаль «За большой вклад в постройку самолетов Ан: А-11, Ан-14, А-15, Ан-24, Ан-24Т, Ан-2М, Ан-22, Ан-14М, Ан-26» от Генерального конструктора Антонова, Олега Константиновича (1970)
- Бронзовая медаль ВДНХ СССР (1971)
- Нагрудный значок «Отличник качества» Министерства авиационной промышленности СССР (1973)
- Ценный подарок (часы) от министра авиационной промышленности СССР П.Дементьева «За высокие производственные показатели, достигнутые при выполнении заданий по освоению и выпуску новой авиационной техники», (1973)
- Орден Трудового Красного Знамени (1975)
- Медаль в честь 60-летия ВЛКСМ «За большую работу по коммунистическому воспитанию молодежи» (1978)
- Нагрудный знак «Победитель социалистического соревнования 1978 года» (1978)
- Бронзовая медаль ВДНХ СССР (1979)
- Нагрудный знак «Победитель социалистического соревнования 1979 года» (1979)
- Лауреат Государственной премии УССР в области науки и техники (1979)
- Медаль «В память 1500-летия Киева» (1982)
- Медаль «Ветеран Труда» (1983)
- Медаль «Памяти О. К. Антонова» (1984)
- Нагрудный знак «Почётный авиастроитель» (1984)
- Серебряная медаль ВДНХ СССР (1985)
- Диплом «За большой вклад в создание и освоение новой авиационной техники — самолета Ан-124 „Руслан“» от Генерального конструктора Балабуева, Пётра Васильевича, (1985)
- Золотая медаль ВДНХ СССР (1986)
- Медаль «Ветеран завода. За 30-летний труд» от Генерального конструктора Балабуева, Пётра Васильевича, (1988)
- Медаль академика А. Н. Туполева «За заслуги в области создания и модернизации авиационной техники»[3]. (2004)

### Украинские
- Почетное звание «Заслуженный машиностроитель Украины» за значительный личный вклад в создание самолета Ан-124 от Президента Украины Кравчука, Леонида Макаровича, (1994)
- Орден «За заслуги III-степени» от Президента Украины Кучмы, Леонида Даниловича, (1998)
- Диплом «За значительный вклад в развитие Инженерной академии Украины. Дата обращения: 10 марта 2011.» (2002)
- Благодарность за творческий плодотворный труд и значительный вклад в создание тяжелого транспортного самолета Ан-124 «Руслан» по случаю 25-летия со дня первого полета от Генерального конструктора Кивы, Дмитрия Семеновича (2007)